# Nathalie Sorce
Nathalie Sorce (* 1979 in Jemeppe-sur-Sambre) ist eine belgische Sängerin. Sie erlangte Bekanntheit, als sie 1998 an der vom Sender RTBF ausgetragenen Castingsendung Pour la gloire (‚Für den Ruhm‘) teilnahm. Ohne ihr Wissen wurde sie von ihrer Tante angemeldet. Mit ihrer Interpretation des Liedes Amazing Grace gewann sie dabei in der Kategorie „Solistinnen“. Kurz darauf wurde das Album Wonderful Grace aufgenommen, es erreichte aber nicht die Hitparade des wallonischen Landesteils Belgiens.

## Leben und Wirken
2000 nahm sie an der belgischen Vorausscheidung zum Eurovision Song Contest (ESC) teil, die am 18. Februar in Brüssel stattfand. Obwohl sie lediglich in Wallonisch-Brabant und im Hennegau die meisten Stimmen in der Telefonabstimmung erhielt, konnte sie sich mit dem von Silvio Pezzuto geschriebenen Envie de vivre (Französisch für ‚Lust des Lebens‘) für den internationalen Wettbewerb qualifizieren. Dort erreichte sie den letzten Platz mit zwei Punkten, die aus Mazedonien kamen. Für das Kleid, das sie bei ihrem Bühnenauftritt trug, bekam sie im Nachhinein von Fans des Wettbewerbs den sogenannten Barbara Dex Award verliehen, der das schlechteste Erscheinungsbild unter allen Kandidaten wählt. Benannt wurde er nach ihrer Landsfrau Barbara Dex, die beim Eurovision Song Contest 1993 mit einem selbstgeschneiderten Kleid auch den letzten Platz erreichte.
Envie de vivre erreichte wie ihr Album die Hitparaden nicht. Seither ist sie nicht weiter in Erscheinung getreten.

## Diskografie
Alben
- 2000: Wonderful Grace

Singles
- 2000: Envie de vivre / When We All Get to Heaven